# Gare d'Elmstead Woods
La gare d'Elmstead Woods (en anglais : Elmstead Woods railway station), est une gare ferroviaire de la Ligne principale du Sud-Est (en), en zone 4 Travelcard. Elle  est située sur l'Elmstead Lane à Elmstead (en), sur le territoire du  borough londonien de Bromley, dans le Grand Londres.
C'est une gare Network Rail desservie par des trains Southeastern de National Rail.